# Холмський замок

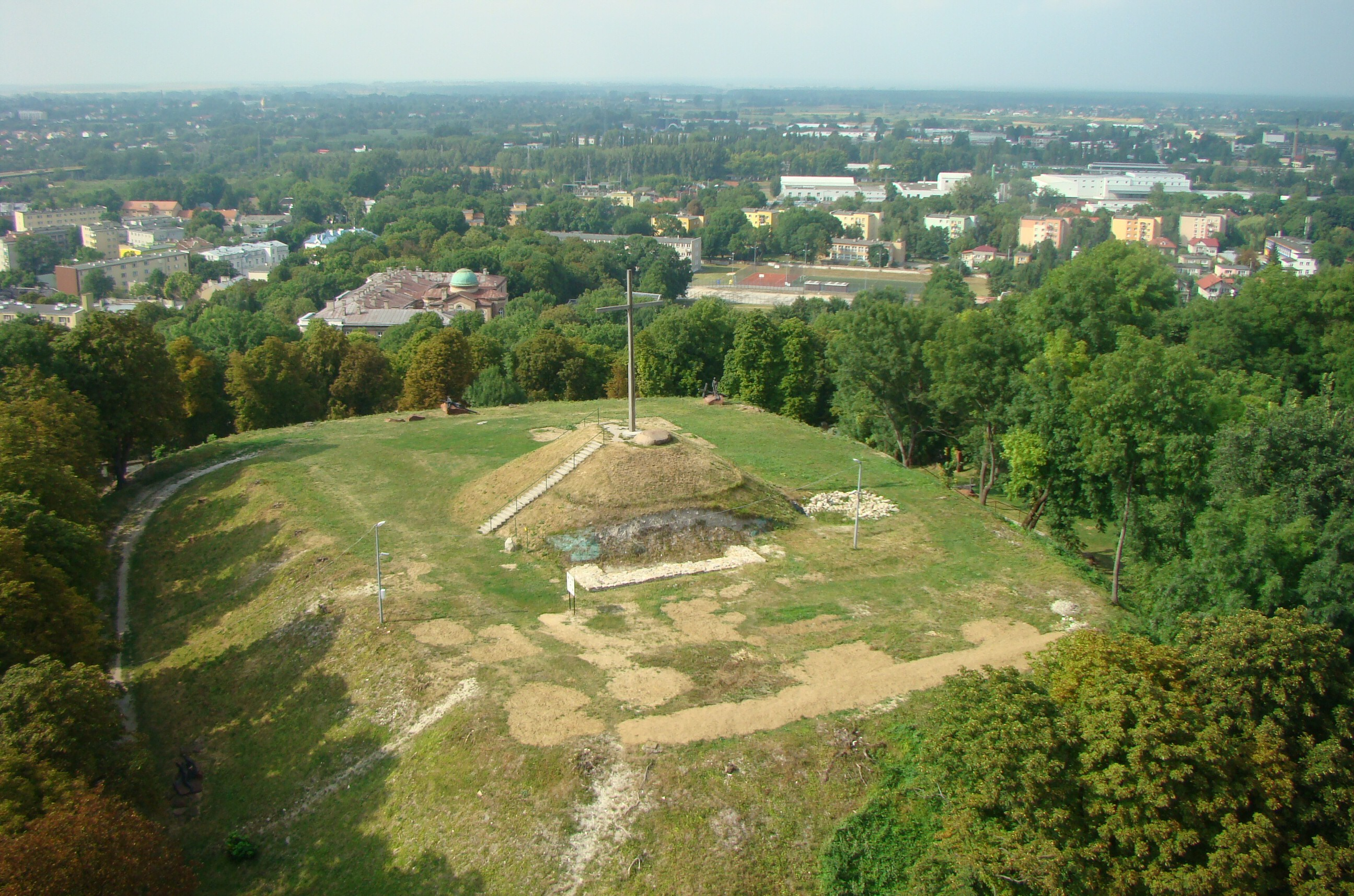
Вид на залишки Замкової гори Холма

Холмський замок — фортифікаційна споруда — княжа резиденція Галицько-Волинського князівства 13 століття у місті Холм, Люблінське воєводство, Польща. В 19 столітті був остаточно зруйнований, залишився насипний пагорб та допоміжні споруди.

## Історія
Холмський замок був побудований Данилом Галицьким близько 1237 року, як головний замок для захисту Забужжя. Укріплення Холма були побудовані за новою технологією для того часу — підмурівки були з каміння, й такі міцні, що й ординці-завойовники не наважилися їх подолати. Лише плин часу, феодальна роздрібненість та неуважність мешканців міста спричинили до руйнації цієї фортифікаційної споруди.

### Передісторія
Початково назва території між Бугом та польським кордоном, на північ від Червенської землі, в літописах не вказується. Але ще у прадавні часи ця місцевість приваблювала поселян. Численні археологічні знахідки дають змогу стверджувати, що перші сліди людських поселень на цій території походять з пізнього палеоліту. Згодом, при осілості на цих землях слов'янських народів за цією територією закріпилося наймення Червона Русь, ця територія була приграничною між Східними та Західними слов'янами.
Відтоді холмські землі й уся надбужанська територія була предметом війн і суперечок поміж руським людом і поляками. Початок боротьби за територію припадає на 981 рік, а згодом міста Червоної Руси відвоював у своєму київському поході 1018 року Болеслав Хоробрий (на короткий проміжок часу). А уже в 1031 році сини князя Володимира Великого повернули ці території у володіння Київської Русі. З того часу і аж до XIV століття Холм є частиною руських князівств, зокрема Галицько-Волинського, вирішальну роль у створенні якого відіграв князь Роман Мстиславович, що об'єднав Володимиро-Волинське і Галицьке князівства. Після смерті князя його справу продовжив син Данило Романович.
У тогочасних літописах, згодом, за період 1210—1219 років, у цьому регіоні згадуються Угровеськ, Верещин, Столп'є і Комов. 
Сама назва Холмської землі стабілізувалася в період, коли місто Холм стало столичним містом Забужжя. На півночі кордон Холмщини йшов по річці Володавка, а на південь від Червенської землі точний кордон не був відомим.

### Резиденція
Надбужанські землі були дуже важливими для князя Данила, адже були віддалені від територій монгольських набігів і давали змогу зберігати сили і певну незалежність. А попередня столиця — Галич, перетворилася на місто постійних боярських заколотів і Данило Романович вирішив перенести свій престол до безпечнішого місця, яким ним було вибрано Холм (до того на деякий час це було сусіднє містечко Угровеськ)
Штучний пагорб було насипано близько 15 м над поверхнею самої Замкової гори, вся споруда мала форму циліндричного кургану з платформою діаметром 45-60 м. (згідно з археологічними дослідженнями, проведеними у період 1964—1966, було доведено існування тут поселення з дерева та каменю датоване приблизно 10-11 століттям). Вхід до замку був з півночі. Сама фортеця, була побудована з зеленого вапняку, це були тесані блоки вапняку, і була завдовжки 57 м, завширшки 22,5 та з товщиною стін не менше 2 м

В новому місті Данило заклав великі церкви, одна з них — Церква св. Івана і Богородиці, прикрашені скульптурами, іконами та дорогоцінним оздобленням. В той же час зводилася міцна твердиня, яка постала в часі з 1233—1237 років. Тому Данило Романович переніс в 1237 році свою резиденцію з над Дністра на м'які пагорби Холма. Навколо замку виникли садиби землеробів та торгово-ремісничі квартали.

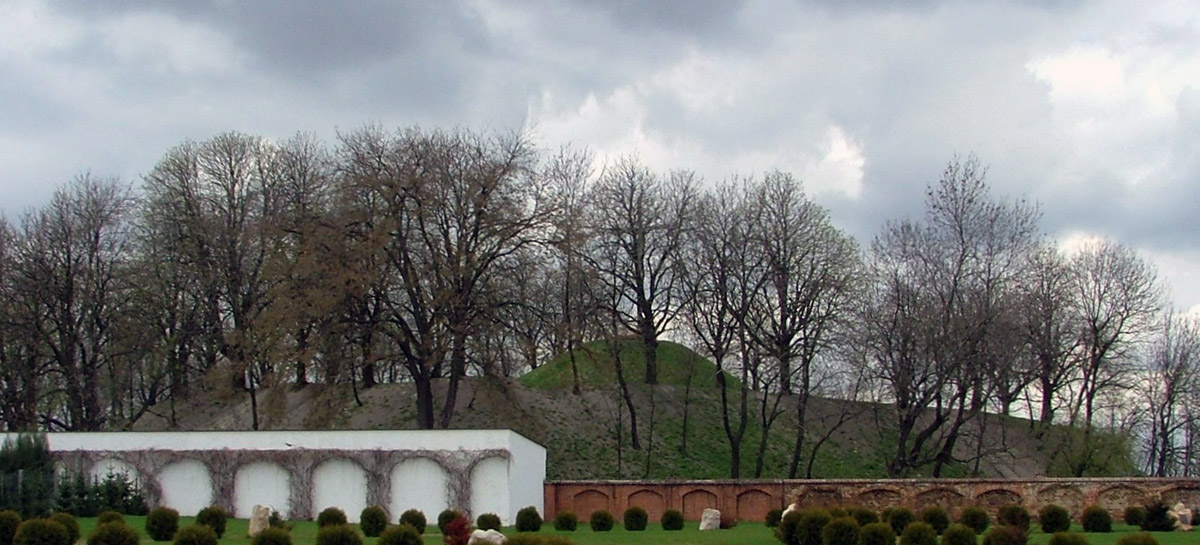
Вид на залишки Замкової гори Холма

### Будівельні періоди та головні складові замку
Висока Гірка ( н.р.м., площею 0,3 га) - серце стародавнього Холму з приводу неї збереглися легенди, що тут знаходилося поселення та місце поганського культу. Легенда розповідала про напад ворогів, який оборонцям святині начебто допомагав відбивати білий ведмідь, який вийшов з гори. З того часу білий ведмідь прикрашає герб Холма.
Дослідження показали, що первинна Гірка в порівнянні з сучасним рівнем материку була на  вищою. З цієї глауконітової скелі було вирубано блоки використані для будови. Водночас внаслідок забудови сучасна Висока Гірка, на думку археологів, щонайменше на половину сучасної висоти є штучним витвором, який виник з численних решток монументальних світських та сакральних будівель із ХІІІ-XIV ст. Як стверджує А. Буко, 8- Високої Гірки то культурні пласти, які накопичилися під час забудови узвишшя.
Цікаво що в стратиграфічному розрізі на глибині 4,5 м на поверхні материка спостерігається смуга пожежі. Проте наразі важко зрозуміти, що це було - рештки першого малого городка ХІІІ ст., чи поселення, яке передувало місту Данила.
На вирівняній після цієї пожежі поверхні було розбудовано унікальні не тільки для Русі споруди укріпленої резиденції Данила. Для цього треба було підтягнути кілька сотень будівничих. Аналогії палацового комплексу Данила наявні в Угорщині чи на Близькому Сході. Перші дослідження на території Високої Гірки проведені в 1910–1912 рр. російськими вченими Петром Покришкіним та Федором Кораловим. Тоді відкрито три будівлі з блоків глауконітового пісковику. Головну будівлю асоційовано з палацом (палатіум), а мури в північній частині комплексу було інтерпретовано тоді як церква св. Іоанна Златоуста.
Не були інтерпретовані квадратні мури в центрі резиденції, які вважали вежею. Адже справжню велику вежу вони розкопати не могли, вона знаходилася під фундаментами збудованої тоді російської каплиці свв. Кирила і Мефодія, яку розібрано 1921 р. Нижче муру відкрито дерев’яні конструкції скринь валу, посилених палісадом. Дослідження на Високій гірці проводила також група польських археологів під керівництвом В. Зіна в 1960-х рр. Останні детальні розкопки польських археологів призвели до уточнення багатьох деталей відносно резиденції Данила. Тож здійснимо віртуальну прогулянку по розкопу та постараємося зрозуміти, що саме виявили тут науковці.
Наразі на місці резиденції відомо вже 6 мурованих будівель (A, A1, B, C, C1 i D), які функціонували близько 150 років, поміж серединою XIII ст. та кінцем XIV ст. Дослідження дозволили виявити три фази розбудови комплексу:
Перша фаза: будівництво стабілізаційного насипу і периферійних мурів – подвір’я та/або палац. Таким чином, було утворено найстарішу і найбільшу прямокутну будівлю A1, яка мала виміри 22,5 x  була зведена з зеленого пісковику. Об’єкт виконував якусь функцію – можливо палацової будівлі, яку не закінчено. Тобто мур фортифікаційної споруди одночасно утворював житлові приміщення, які виходили в чотирикутний двір. Або він мав вигляд закритого двору з в’їзною брамою і прилеглими будинками. Варто додати, що мури товщиною 2,2 м збереглися до висоти від 1,5 до 3 м в південній, західній і північній частинах. З цієї фази отримано багато архітектурних деталей витесаних з м’якого зеленого пісковику. Виявлений фрагмент північно-східного наріжника, який виконаний як блок з зеленого пісковику, підтверджує що ця частина резиденції була також щільно забудована.
На в’їзді до резиденції поруч наріжника збереглося також місце, де був витончено оформлений портал, від якого збереглися підстави пілястрів. Тут також знаходилася брама шириною . Про будівельну катастрофу свідчить також той факт, що в археологічних пластах цієї фази будівництва відсутні сліди вжитку.
До першої фази належить і зведення будівлі А в центрі комплексу. Можливо сама будівля була виконана вже в фазі 2. Під час перших розкопок російських археологів будівлю А було асоційовано з згаданою в літопису вежею. Наразі будівлю А пов’язують з церквою св. Іоанна Златоустого. З Галицько-Волинського літопису відомо, що в межах своєї резиденції Данило звів цю церкву, яка скоріше це була палацовою каплицею. В світлі останніх досліджень будівля А інтерпретується як будівля храму з апсидою та прямокутним презбітеріум.
Припускають, що ця церква, була схожа на храм св. Пантелеймона кінця ХІІ ст., який зберігся у селі Шевченкове біля Галича і являє собою єдиний збережений до нашого часу зразок білокам’яного давньоруського храму Галицької землі.
Ось як описує церкву Іоана Златоустого літописець: «Звів також [Данило] церкву святого Іоанна [Златоустого], красну і гожу. І споруда її була така: склепінь чотири; з кожного вугла — склепіння, і стояли вони на чотирьох головах людських, вирізьблених одним умільцем; троє вікон прикрашені [були] склом римським; при вході в олтар стояли два стовпи з цілого каменя, і на них — склепіння; а верх же вгорі прикрашений [був] зорями золотими на лазурі; внутрішній же поміст її був вилитий з міді і з чистого олова, так що блищав він, як дзеркало. Дверей же її двоє [були] прикрашені каменем тесаним — галицьким білим і зеленим холмським; різьблені одним умільцем Авдієм горорізьби [їх були] всяких барв і золоті; спереду ж їх [на західних дверях] був зроблений Спас, а на північних — святий Іоанн [Златоустий], так що всі, хто дивився [на них], дивувалися. Прикрасив [Данило] камінням дорогим, бісером і золотом також ікони, які він приніс із Києва, і образ Спаса І пресвятої Богородиці, що їх йому сестра Федора дала з [київського] монастиря [святого] Феодора; приніс він також ікону Стрітення з [города] Вручого од отця його [Мстислава Мстиславича]. Диву подібні [були образи сі], що погоріли в церкві святого Іоанна; один [архангел] Михаїл зостався [з] чудових тих ікон. І дзвони [Данило] приніс із Києва, [а] інші тут вилив. Усе це вогонь спалив». Після пожежі Данило відбудував цю церкву.
Польські історики вважають, що храм Іоанна був зведений в змішаній латинсько- візантійській традиції. На думку дослідниці М.  Сморанг-Ружицької за планом цей храм належав до русько-візантійської традиції, натомість техніка виконання та типи оздоблення, наприклад багата пластична орнаментація, відмічена на фасаді та порталах будівлі, вітражі в вікнах, різьблені капітелі колон, та інше були проявами романської культури Заходу. В часи російських розкопок на початку ХХ ст. в Холмі знайдено численні оздоби цієї церкви: бази колон, фрагменти архівольт і портали. Частина з них була виконана з зеленого глауконіту. На жаль, під час I першої світової війни вони були вивезені з евакуацією російських військ з Холма. Сучасне місце їх збереження залишається не відомим.
Дійсно, в описі церкви Іоанна Златоустого зустрічаємо згадку про нетиповий для Русі вид мистецтва, який набув поширення в Галицько-Волинській землі - скульптуру. Даний вид мистецтва розвивався у формі рельєфу, яким прикрашалися храми. Яскравим зразком скульптури тієї доби є шиферний рельєф ХІІІ ст., який зображує Св. Дмитрія. Зараз він зберігається в Кам’янець-Подільському музеї. Під час розкопок руїн Успенського собору в Галичі було знайдено рельєфне зображення дракона, із пащі якого виростає пишна гілка. Багато прикрашені рельєфами також були церкви Св. Пантелеймона в Галичі та Іоанна Златоуста в Холмі. Їхнім творцем був «великий хитрець Авдій». Це перше ім’я майстра скульптури, яке знає історія українського мистецтва.
Друга фаза: Знищення першого комплексу внаслідок будівельної катастрофи? Нівеляція його решток. Зведення будівлі B з вежею в центрі. Відбудова східного схилу та будівництво укріплень. Найбільше даних походить з дослідження вежі (будівля B), яку збудовано на руїнах мурів. Її дужі розміри, будова в нижній частині партії з каменя, в верхній з дерева знаходить підтвердження в Галицько-Волинському літописі: «І вежа [стояла] посеред города висока, щоб бити з неї довкола города. Знизу зведена з каменю п’ятнадцять ліктів у висоту, а сама зроблена з тесаного дерева і вибілена, як сир, сяяла вона на всі сторони». Об’єкт, основа якого була викладена з пісковику, мав виміри 11x12 м і мав напевне кілька поверхів: житловий, репрезентаційний і господарчий.
В приземних шарах в господарських приміщеннях знайдено тисячі керамічних виробів, предмети щоденного вжитку, прикраси, кістки риб, худоби та свиней. Вежа побудована на пісковику на ямі  засипаній каменями. Загалом вона могла мати висоти.

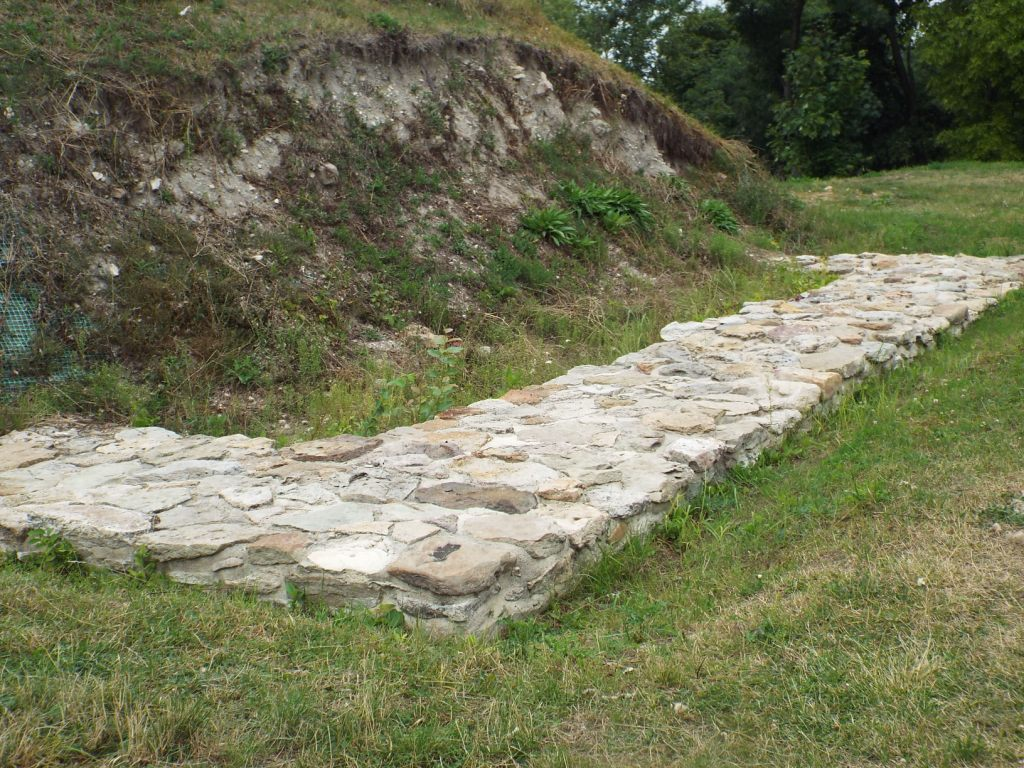
Музеєфіковані фундаменти вежі на Високій Гірці, Холм, 2016 р.

Вежу цю вперше виявив В. Зін, який не довго думаючи пов’язав її з Казимиром Великим. Проте за останніми висновками ця вежа була лише перебудована в часи Казимира, про що свідчить знахідка празького грошу чеського короля Яна І Сліпого з династії Люксембургів. Наразі верхня частина фундаменту вежі законсервована та доступна для огляду.
Третя фаза: розбудова комплексу і зведення так званої будівлі С (кам’яної платформи), зведення конструкції що обкладала мур будівлі А (поновлення церкви?). Призначення будівлі збудованої на цій кам’яній платформі досі не вирішене. Як пише А. Буко, припускається, що це міг бути або храм, або кілька стадій побудови ще однієї вежі (С, С1).
З боку від резиденції в північно-східній частині Гірки виявлено також муровану споруду D, призначення якої досі становить загадку. Ця будівля складена з пісковику з овальним внутрішнім простором. Її характеристики подібні до вежі в Столп`є.
Звісно, княжу резиденцію охороняли сильні укріплення, важливим елементом яких був рів, що оточував резиденцію та мав ширину до 10 м.
Через рів був прокладений міст з боку Кафедральної Гірки, там де зараз знаходяться гаражі кафедрального собору. Під час археологічних досліджень відкрито також кам’яні кріплення схилів узгір’я. Збереглися два горизонтальні кам’яні ступені довжиною  кожний, сформовані на схилі узгір’я. На них укладалися скрині наповнені каменями з вапняку. Внаслідок цього була сформована характеристична ступінчаста структура схилу з обкладкою з вапняку.
Таким чином, результати дослідження показують кілька фаз використання Високої Гірки. Значні культурні шари яскраво демонструють інтенсивне використання. Тут зроблено знахідки численних предметів: рогова фігурка для шахів, оброблений гірський кришталь, срібні прикраси, скляні браслети, окуття, монети, кам’яні і металеві хрестики, а також тисячі фрагментів кераміки.
В охороні резиденції служили вої Данила. Свідченнями сучасного озброєння війська князя є окремі промовисті знахідки: наконечники стріл та болтів, а також кавалерійські остроги. Численні військові предмети знайдено і в інших пунктах тогочасної Холмщини остроги з Романова (Romanowa), колекція зброї з Сутейська XI–XIII ст. булава з Столп`є датована XII–XIII ст., наконечники стріл, фрагменти сокир (Холм, Холм-Белавін) датованих між XII та XIV ст.

### Занепад замку

#### Переказ про пожежу
На жаль, у 1257 році Холм знищила потужна пожежа, причиною якої стала «якась баба» і полум'я від якої, як стверджував тогочасний очевидець, було видно у самому Львові. До слова, цей запис вважається першою писемною згадкою про Львів, майбутню столицю Галицького королівства. А якби «окаянна баба» Холм не запалила, то і про Львів не згадали б. Від замку, церков і міста залишилось тоді суцільне згарище та кам'яні споруди і фундаменти. Врятувати вдалося тільки образ Архангела Михаїла. Князь невдовзі відбудував свою столицю, але колишньої краси будівель відтворити уже не вдалося.

#### Забудова в 19 столітті
Наприкінці дев'ятнадцятого століття, від замку залишилися лише фундаменти, на яких в деяких місцях почалася інтенсивна забудова. Оскільки в 1876 році російські імперські служби (під владою яких тоді була Холмська земля) наказали вирівняти частину тієї території, тим самим остаточно було сплюндровано замкову гору Холма. Згодом тут було збудовано невеличке земляне укріплення та ряд церков.

## Сучасний стан— Замкова «Wysoka Górka»

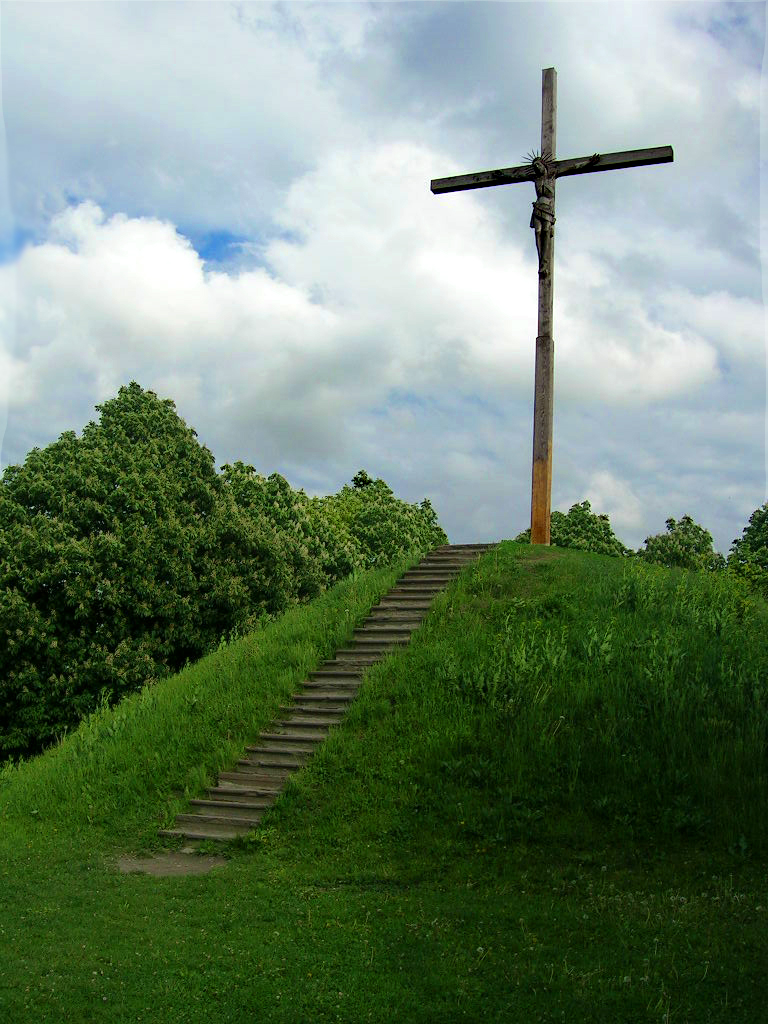
Насипний Курган Незалежності (1928) на місці замку та церкви

У період 1964—1966 років було проведено комплексне археологічне дослідження, у зв'язку з чим були відкриті:
- Дерев'яні та кам'яні основи валів замку;
- Частокіл з п'ятьма рядами дубових колод — розташований на краю валу;
- Фундамент замку князя Данила;
- Фундамент Вежі Казимирівської (Wieży Kazimierzowskiej).

Станом на 2017 р. на Високій гірці вже розпочато створення відкритої експозиції, а в сучасному Холмському кафедральному соборі відкрито для огляду релікти церкви Богородиці фундації Данила. В 2015 р. в Холмі біля підніжжя Високої Гірки також створено парк імені Данила Романовича.  